# Samuel Engel
Pour les articles homonymes, voir Engel.
Ne pas confondre avec le producteur et scénariste américain Samuel G. Engel (1904-1984).
Samuel Engel, né le 2 décembre 1702 à Berne où il est mort le 26 mars 1784, est un savant bibliothécaire, géographe et agronome suisse.

## Biographie
Après un voyage en Allemagne et en Italie, Engel devint bibliothécaire dans sa patrie où il remplit ensuite avec distinction plusieurs places administratives, appelé au Grand Conseil (1745), nommé bailli d’Aarberg, puis de Tscherlitz (1748, 1760).
Il étudia et résolut des questions d’utilité générale, coopéra à la fondation en Suisse de greniers d’abondance et d’un hôpital, s’occupa très activement de propager la culture des pommes de terre qui furent d’une grande ressource pendant la disette de 1772.
Menant de front la science et les affaires, il écrivit, en même temps, des livres consciencieux, dont les principaux sont :
- Bibliotheca selectissima sive Catalogus librorum in omni genere scientiarum rarissimorum, etc., Berne, 1743, in-8° ;Ce catalogue est estimé à cause des anecdotes et des notes qui s’y trouvent répandues.
- Traité de la rouille du blé, Zurich, 1758, in-8° ;
- Essai sur la manière la plus sûre d’établir un système de police, 1772, in-8° ;
- Mémoires et observations géographiques et critiques sur la situation des pays du nord de l’Asie et de l’Amérique, Lausanne, 1765, in-4° Engel y traite la question d’un passage par le Nord, qu’il croyait possible de trouver en se fondant sur l’hypothèse erronée que l’eau de mer ne peut geler.
- Quand et comment l’Amérique a-t-elle été peuplée d’hommes et d’animaux ? Amsterdam, 1767, in-4°, ou 5 vol. in-12 ;Ouvrage dans lequel Engel, entrant dans beaucoup de discussions relatives à l’éclaircissement de la Bible, notamment au déluge, la question qui devait faire le sujet principal de son livre n’occupe que très peu de place.
- Traité de la nature, de la culture, et de l'utilité des pommes de terre par un ami des hommes, Antoine Chapuis, Lausanne, 1771, 82 p. [lire en ligne] ;
- Mémoire sur la navigation dans la mer du nord depuis le 63° de latitude vers le pôle et depuis le 10° au 100° de longitude, Berne, 1779, 1 vol. in-4° ;
- Remarques sur la partie de la relation du voyage du capitaine Cook qui concerne le détroit entre l’Asie et l’Amérique, Berne, 1781, in-4° ; Engel revient, dans cet  écrit et le précédent, sur la possibilité de naviguer dans l’Océan boréal.

Il a rédigé, sous la signature E., sept longs articles sur la géographie de l’Amérique et la pomme de terre pour le Supplément à l’Encyclopédie de Diderot et D’Alembert.

## Sources
- Pierre Larousse, Grand Dictionnaire universel du XIXe siècle, vol. 7, Paris, 1866, p. 568.